# Tatort: Der Tausch
Der Tausch (Arbeitstitel: Hände hoch, Schimanski!) ist ein Fernsehfilm aus der Fernseh-Kriminalreihe Tatort der ARD und des ORF.
Der Film wurde vom WDR produziert und am 13. April 1986 erstmals gesendet. Es ist die 180. Folge der Tatort-Reihe. Für die Kriminalhauptkommissare Horst Schimanski (Götz George) und Christian Thanner (Eberhard Feik) ist es ihr zwölfter Fall. Anlässlich des 40. Sendejubiläums des Duisburger Tatorts strahlte der WDR am 14. Dezember 2021 eine in HD abgetastete und digital restaurierte Folge aus.

## Handlung
In der Duisburger Haftanstalt versucht ein iranisches Kommando, den Elektronikwissenschaftler Karl Bohm jr. zu befreien, um ihn zu entführen. Die Anstaltsbeamten können dies verhindern. Ein Mitglied der Bande nimmt sich bei der Flucht das Leben.
Kriminalhauptkommissar Schimanski, der seit kurzem mit seiner neuen Freundin Veronique und deren Sohn Simon zusammenlebt, befragt mit seinem Kollegen Thanner den Wissenschaftler Bohm jr. Dieser kann sich keinen Reim auf den Vorfall machen, und so sucht man dessen Onkel in der Firma auf, der ihnen eröffnet, dass er Mikrochips für Raketen herstellt. Bohm junior, der wegen Trunkenheit am Steuer mit Todesfolge einsitzt, war an der Entwicklung dieser Chips maßgeblich beteiligt. Mittlerweile hat Schimanskis Kollege Hänschen einen orientalischen Journalisten ausfindig gemacht, der Bohm im Gefängnis vor der Aktion aufgesucht hatte. Dieser wird noch vor dem Eintreffen Schimanskis und Thanners im Stundenhotel ermordet.
Nachdem Schimanski vergeblich versucht hat, in der iranischen Gastarbeiterszene Informationen zu bekommen, entführt das iranische Kommando den Sohn von Veronique in einer Nacht-und-Nebel-Aktion. Thanner wird nebenbei in einer Disco von Sheila, einem Mitglied des Kommandos, abgelenkt. Schimanski wurde zu einem Treffen mit Hänschen gelockt, um nicht dazwischenfunken zu können.
Als Veronique am Boden zerstört Schimanski die Entführung berichtet, versucht man, mittels Fangschaltung dem Kommando auf die Spur zu kommen. Allerdings haben die Täter vorausgedacht und lenken die Polizei in die Irre. Schimanski bietet sich nun als Geisel für Simon an. Er wird scheinbar ausgetauscht und in eine Villa außerhalb verschleppt. Als er aus dem Raum, in den man ihn gesperrt hat, ausbrechen kann, überwältigt er Sheila und findet Simon. Anstatt seiner wurde ein anderer Junge ausgetauscht. Schimanski wird entdeckt und flüchtet mit Simon sowie Sheila als seiner Geisel auf den Parkplatz. Er versucht, mit einem dort geparkten Geländewagen zu entkommen, durchbricht das unter Strom liegende Tor und landet nach Beschuss kopfüber im Graben. Nachdem er sich aufgerappelt hat und mit Simon und Sheila in den Wald flüchtet, gelingt es Sheila zurückzurennen, wobei sie von ihren eigenen Leuten erschossen wird. Das Kommando zieht sich zurück und verlässt die Villa. Schimanski bringt Simon zurück zu Veronique in das Revier, während Thanner am anderen Morgen in der Villa in Sheila das Mädchen aus der Disco wiedererkennt. Schimanski stößt dazu. Später erscheinen ein BKA- sowie ein CIA-Ermittler am Tatort und erklären den Fall überraschend zu einem politischen. Schimanski, der darauf ungehalten reagiert, wird von dem CIA-Mann nach einem Sprachmissverständnis niedergeschlagen.

## Soundtrack
Der Titelsong Midnight Lady stammt aus der Feder von Dieter Bohlen und wurde von dem früheren Smokie-Sänger Chris Norman gesungen. Das Lied belegte im Mai/Juni 1986 sechs Wochen Platz eins der deutschen Charts. Die deutsche Version sang Roland Kaiser; sie wurde 1997 als eine Art Hommage in Schimanski: Hart am Limit verwendet.